# Eugène-Marie Ernoult
Eugène-Marie Ernoult (* 13. November 1926 in Saint-Pol-de-Léon; † 2. September 1996 in Crozon) war ein französischer römisch-katholischer Geistlicher und Erzbischof von Sens.

## Leben

### Herkunft und frühe Jahre
Ernoult stammte aus bescheidenen Verhältnissen und besuchte das Knabenseminar in Rennes, danach studierte er am dortigen Großseminar und empfing am 29. Juni 1951 die Priesterweihe. In Rom erwarb er ein Lizentiat in Theologe und spezialisierte sich in Exegese und Soziologie. 1953 wurde er Vikar in Cancale und 1957 Diözesankaplan der Action catholique. Von 1960 bis 1966 war er Kaplan der frankreichweiten Action catholique, zudem bekleidete er in Rennes das Amt des bischöflichen Vikars für den Laienapostolat.

### Bischofsamt
Am 23. Dezember 1968 ernannte Papst Paul VI. ihn zum Titularbischof von Tadamata und zum Weihbischof in Nantes. Die Bischofsweihe spendete ihm am 6. Januar 1969 im Petersdom der Papst persönlich; Mitkonsekratoren waren der Sekretär der Kongregation für die Evangelisierung der Völker Erzbischof Sergio Pignedoli und der Sekretär der Konsistorialkongregation Erzbischof Ernesto Civardi. In derselben Zeremonie wurden elf weitere Bischöfe von allen bewohnten Kontinenten geweiht.
Im Oktober 1975 wurde Ernoult zum Titularerzbischof pro hac vice und zum Koadjutorerzbischof von Sens ernannt. Zwei Jahre später folgte er René Stourm als Erzbischof von Sens nach. Von 1982 bis 1986 war er Präsident von Pax Christi in Frankreich. Er setzte in seiner Diözese die Reformen des Zweiten Vatikanischen Konzils um, sowohl in der Katechese als auch in der Liturgie.
Am 12. August 1983 verunglückte Ernoult so schwer, dass er drei Monate in einem Krankenhaus in Chartres verbringen musste und sich danach für weitere drei Monate einer Rehabilitation unterzog. Unter den Folgen dieses Unfalls litt er bis an sein Lebensende. Er suchte Trost in der ihm vertrauten Spiritualität von Charles de Foucauld.
Im Jahr 1984 reduzierte er die Zahl der Pfarreien in seinem Bistum von 506 auf 111 und die der Dekanate auf acht. Am 29. November 1987 eröffnete er eine Diözesansynode, die bis 1990 andauerte.

### Letzte Jahre und Tod
Am 21. Dezember 1990 nahm Papst Johannes Paul II. sein Rücktrittsgesuch an. Ernoult zog sich auf die Halbinsel Crozon zurück, wo er im Alter von 69 Jahren starb. Beigesetzt wurde er auf dem Friedhof von Roscanvel an der Atlantikküste.

## Veröffentlichungen
- Ayez foi en Dieu. Auxerre 1986 (Sammlung von 15 Predigten).